# Kế hoạch Manstein

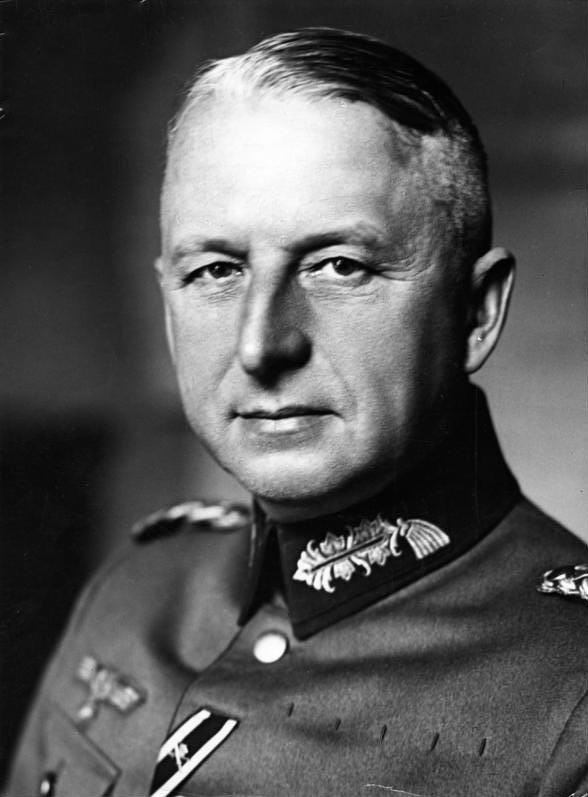
Thống chế Erich von Manstein

Kế hoạch Manstein là phương án tấn công Vùng đất thấp và Bắc Pháp trong thời gian đầu của Chiến tranh Thế giới thứ hai, do tướng Erich von Manstein đề xuất vào ngày 31 tháng 10 năm 1939 và cuối cùng được Bộ Tổng tham mưu Lục quân Đức Quốc xã sửa đổi hoàn chỉnh thành phương án tác chiến thực tế vào ngày 24 tháng 2 năm 1940.
Điểm sáng tạo chính của kế hoạch Manstein là sử dụng mũi tấn công qua trung tâm nước Bỉ làm mồi nhử dụ chủ lực Đồng Minh tiến lên nghênh chiến, trong khi đó mũi chủ công thiết giáp được mở ở phía Nam mặt trận, tại chính diện bất ngờ nhất với Đồng Minh là Dinant - Sedan, để thọc sâu vào sau lưng chủ lực Đồng Minh ở Bỉ, tạo ra một trận đánh hủy diệt theo kinh điển chiến lược quân sự Đức.
Dựa trên ý tưởng này, Bộ Tổng Tham mưu Lục quân Đức đã đưa ra Phương án tác chiến N°4 - Kế hoạch Vàng (Aufmarschanweisung N°4 - Fall Gelb) sau khi cắt bỏ một số điểm quan trọng. Tuy nhiên, nhờ có sự linh hoạt của các tướng lĩnh chỉ huy lực lượng thiết giáp Đức Quốc xã trong thực tế tác chiến mà ý đồ của kế hoạch đã được triển khai trọn vẹn, dẫn đến sự sụp đổ nhanh chóng của nước Pháp năm 1940.

## Bối cảnh ra đời
Ngày 9 tháng 10 năm 1939, Hitler đã ban hành Chỉ thị Fürer số 6 mà nội dung là chuẩn bị kế hoạch xâm lược Pháp và các nước Vùng đất thấp. Theo chỉ thị này, Bộ Tư lệnh Lục quân (Oberkommando des Heeres - OKH) mà cụ thể là tướng von Brauchitsch - Tư lệnh Lục quân và tướng Franz Halder, Tham mưu trưởng được giao nhiệm vụ chuẩn bị kế hoạch tác chiến. Ngày 9 tháng 9 năm 1939, bản kế hoạch đầu tiên, Aufmarschanweisung N°1 - Fall Gelb, được trình bày cho Hitler. Ngày 29 tháng 10, một vài điểm sửa đổi khác được đưa ra trong bản kế hoạch thứ 2 và sau đó có nhiều sửa đổi nhỏ theo cùng ý đồ cho đến tận lúc thay đổi hoàn toàn theo ý tưởng của von Manstein.

### Kế hoạch của OKH

Aufmarschanweisung N°1.

Aufmarschanweisung N°2.

Mục tiêu của bản kế hoạch thứ nhất bám sát theo "Chỉ thị Fürer số 6", được nêu rõ là "Đánh bại lực lượng nhiều nhất có thể của Quân đội Pháp và Đồng Minh, đồng thời chiếm càng nhiều càng tốt lãnh thổ của Hà Lan, Bỉ và miền Bắc Pháp vừa để làm bàn đạp cho hoạt động trên không và trên biển chống lại Anh vừa mở rộng không gian bảo vệ cho vùng Rhur". Trong bản kế hoạch thứ 2, mục tiêu được sửa đổi lại là "...làm bàn đạp cho hoạt động trên không và trên biển chống lại Anh và Pháp".
Theo mục tiêu đó, điểm nỗ lực tấn công chính được đặt vào trung tâm nước Bỉ. Cụm Tập đoàn quân B của tướng Fedor von Bock gồm 30 sư đoàn bộ binh được giao nhiệm vụ chủ công, chia thành 2 mũi: phía Bắc Liège của Tập đoàn quân 6 và Tập đoàn quân 2 (theo sau), phía Nam Liège của Tập đoàn quân 4. Hầu hết lực lượng cơ động, gồm 9 sư đoàn thiết giáp và 4 sư đoàn bộ binh cơ giới hóa, đều được chia cho 2 mũi này, với kỳ vọng làm mũi nhọn xuyên thủng phòng tuyến của Đồng Minh và phát triển về bờ biển Flanders. Đồng thời, Tập đoàn quân 18 sẽ tấn công Hà Lan để chiếm các sân bay ở đây làm căn cứ triển khai hỗ trợ cho mặt trận Bỉ.
Theo kế hoạch, nhiệm vụ hộ sườn cho Cụm Tập đoàn quân B được giao cho Cụm Tập đoàn quân A của tướng Gerd von Rundstedt, gồm 20 sư đoàn bộ binh (không có lực lượng cơ động). Sau khi tập kết ở miền Nam Bỉ và Luxembourg, Cụm Tập đoàn quân A cũng chia làm 2 mũi: Tập đoàn quân 12 bám sát sườn trái dọc đường tiến của cánh Nam (Cụm Tập đoàn quân B) để làm đai bảo vệ gần; Tập đoàn quân 16 sẽ thiết lập các vị trí bảo vệ từ xa, bắt đầu từ phía Bắc chiến tuyến Maginot của Pháp chạy về phía Tây giữa vùng Saar và sông Meuse đoạn phía Đông Sedan.
Trong phiên bản kế hoạch thứ hai, Tập đoàn quân 18 của Cụm Tập đoàn quân B có nhiệm vụ tấn công Hà Lan cũng được gom vào cánh chủ công tạo thành 2 mũi mạnh, mỗi mũi 2 Tập đoàn quân  còn Cụm Tập đoàn quân A phải vươn tầm hộ sườn tới Nam Fumay theo hướng Laon. Ngày 11 tháng 11, Hitler ra một chỉ thị mới, trong đó yêu cầu đưa Quân đoàn Thiết giáp 19 tập trung ở khu vực Dinant để lập thêm mũi chủ công thứ 3, và dẫn tới những phiên bản sửa đổi khác. Tuy nhiên, ý đồ của các phiên bản kế hoạch của OKH đều như nhau: đoán trước ý định Đồng Minh tập kết chủ lực ở miền Trung nước Bỉ và tập trung sức mạnh vào cánh phải để tấn công trực diện khối quân đó trong khi duy trì cánh trái tương đối yếu làm nhiệm vụ hộ sườn.

### Ý kiến phản đối

Kế hoạch Schlieffen và phương án XVII của Pháp 1914.

Với cùng ý tưởng là tập trung quân vào cánh phải mạnh đi qua Bỉ, bản kế hoạch của OKH thường được so sánh với kế hoạch Schlieffen vào năm 1914. Tuy nhiên, hai bản kế hoạch lại khác hẳn nhau.
Điểm khác biệt đầu tiên là kế hoạch Schlieffen là sử dụng cánh phải mạnh để thọc sườn quân Pháp từ phía Bắc, từ đó phát triển xuống phía Nam rồi vòng lại phía Đông để bao vây toàn bộ chủ lực Pháp, trong khi đó kế hoạch OKH chỉ nhắm đạt một phần chiến thắng bằng cách đánh bại Đồng Minh ở phía Bắc và chiếm bờ biển cho hoạt động trên không và trên biển kế tiếp.
Tại thời điểm 1914, kế hoạch Schlieffen tạo được bất ngờ chiến lược khi nhử cho Pháp tập trung quân tấn công khu vực Lorraine của Đức. Tại thời điểm 1940, Đồng Minh đã củng cố phòng tuyến Maginot và sẵn sàng đón đầu mũi tấn công mạnh vào Trung bộ nước Bỉ. Do thiếu bất ngờ chiến lược, nên trong trận đánh trực diện này chiến thắng phụ thuộc vào khả năng tạo bất ngờ chiến thuật. Với sự hỗ trợ của một hệ thống pháo đài và công sự kiên cố, Đồng Minh thậm chí có thể giành chiến thắng trước Cụm Tập đoàn quân B ngay ở Bỉ.
Một điểm rủi ro khác của kế hoạch, theo von Manstein là chỉ huy Pháp có thể đưa ra một phương án đối phó táo bạo: vừa cản phía trước vừa triển khai một cuộc phản công quy mô lớn vào sườn Nam của mũi chủ công. Mũi chủ công tiến càng xa thì rủi ro càng lớn, và nếu phía Pháp tập hợp được khoảng 60 sư đoàn thì Cụm Tập đoàn quân A không đủ sức ngăn cản được cuộc phản công.
Những ý kiến phản đối này xuất phát trước hết từ Ban Tham mưu của Cụm Tập đoàn quân A mà von Manstein là Tham mưu trưởng, được sự chia sẻ của tướng von Rundstedt - Tư lệnh Cụm Tập đoàn quân. Tuy nhiên, những ý kiến này đã không đủ thời gian để thành hình một ý tưởng khác và trở thành một kế hoạch được chấp thuận nếu như von Brauchitsch và Franz Halder không tìm cách viện cớ quân đội chưa sẵn sàng sau chiến dịch Ba Lan để trì hoãn thời gian bắt đầu chiến dịch.

## Các điểm chính của kế hoạch Manstein

Đề xuất của von Manstein ngày 31/10/1939.

Căn cứ vào các phân tích về bản kế hoạch của OKH, von Manstein đề xuất một phương án mới, thể hiện trong các bản kiến nghị gửi cho Bộ Tư lệnh Lục quân Đức (OKH) mà bản đầu tiên được gửi là vào ngày 31 tháng 10 năm 1939. Các điểm chính của phương án mới cũng đồng thời thể hiện trong thư của tướng von Rundstedt gửi cho tướng Tư lệnh Lục quân von Brauchitsch.

### Thay đổi mục tiêu của chiến dịch
Để làm căn cứ cho đề xuất của mình, von Manstein chỉ ra nguy cơ đến từ Liên Xô ở phía Đông nếu không kết thúc chóng vánh chiến dịch phía Tây. Ông cũng viện dẫn chiến lược "Trận đánh hủy diệt" (Vernichtungsgedanke) - vốn là chiến lược chiến tranh kinh điển của quân đội Đức từ thế kỷ 19 - như là một phương cách duy nhất để tránh rủi ro này. Bằng cách đó, von Manstein bác bỏ mục tiêu hạn chế của kế hoạch OKH và cho rằng vấn đề phải được giải quyết bằng Lục quân.
Ý nghĩa của đề xuất này là phải bao vây cô lập và tiêu diệt chủ lực Đồng Minh ở Bỉ thay vì để cơ hội cho lực lượng này rút về phía Nam sông Somme lập chiến tuyến.

### Dời điểm nỗ lực tấn công chính
Với mục tiêu đó, Cụm Tập đoàn quân B sẽ đóng vai trò mồi nhử, còn vai trò chủ công được chuyển giao cho Cụm Tập đoàn quân A. Điểm nỗ lực tấn công chính của Cụm Tập đoàn quân A được lựa chọn ở chính diện Sedan - Dinant, nơi có 2 chướng ngại tự nhiên cho hoạt động của xe tăng là khu rừng rậm Ardennes và sông Meuse, vì thế có nhiều khả năng tạo ra yếu tố bất ngờ chiến lược. Sau khi xuyên qua tuyến phòng ngự của Pháp ở đoạn Dinant - Sedan, mũi chủ công sẽ tiến về phía hạ nguồn sông Somme để cắt đường rút lui của chủ lực Đồng Minh. Song song đó, sườn Nam của mũi chủ công cần được bảo vệ bằng một mũi hộ công vào đoạn phòng ngự của Pháp từ giữa sông Meuse đến sông Oise.
Nhằm bảo đảm thành công cho ý đồ này, Cụm Tập đoàn quân A cần có 3 Tập đoàn quân thay vì 2: một Tập đoàn quân giữ vai trò chủ công từ Ardennes về hạ nguồn sông Somme để cô lập chủ lực Đồng Minh ở Bỉ; một Tập đoàn quân hành tiến theo hướng Tây Nam để đề phòng quân Pháp tổ chức phản công từ phía Tây sông Meuse; Tập đoàn quân thứ 3 giữ sườn từ Sierk đến Mouzon để đề phòng quân Pháp phản công từ phía Bắc phòng tuyến Maginot.

### Tác chiến độc lập của lực lượng thiết giáp
Trong thời gian chuẩn bị cho chiến dịch phía Tây, Sở Chỉ huy của Cụm Tập đoàn quân A và Sở Chỉ huy của Quân đoàn Thiết giáp 19 do Heinz Guderian làm Tư lệnh đều đóng chung ở thành phố Koblenz. Tình cờ von Manstein và Guderian - Tư lệnh Quân đoàn Thiết giáp 19 - đều ở chung một khách sạn, và hai người đã có những cuộc gặp và trao đổi về phương án tác chiến. Vốn am hiểu về khu vực rừng Ardennes, Guderian đã xác nhận đề xuất của von Manstein về việc đưa thiết giáp hoạt động ở khu vực này là khả thi, đồng thời cho rằng "tốt nhất là tập trung toàn bộ các sư đoàn thiết giáp" ở đây.
Một đóng góp quan trọng khác của Guderian liên quan đến yếu tố thời gian. Guderian cho rằng nhiệm vụ vượt sông Meuse phải hoàn thành chậm nhất vào ngày thứ năm của chiến dịch, nhằm đảo bảo phía Pháp không thể kịp điều động quân dự bị tới xóa đầu cầu. Với ý kiến đó, Guderian cho rằng việc lập đầu cầu - đột phá phòng tuyến bên sông Meuse phải do bộ binh cơ giới hóa đảm trách với sự hỗ trợ hỏa lực của Không quân thay vì phải chờ tập hợp bộ binh - pháo binh để đột phá theo quan điểm truyền thống. Ngay sau khi vượt sông thành công, lực lượng thiết giáp phải hành tiến về cửa sông Somme nhanh nhất có thể để đảm bảo cắt được đường rút của chủ lực Đồng Minh bất chấp nguy cơ bị hở sườn.

### Tấn công để phòng ngự chủ động
Trong ý tưởng của mình, von Manstein nhận định rằng nguy cơ lớn nhất của mũi thọc sâu thiết giáp là ở sườn trái. Tuy nhiên, với tính toán rằng bộ binh không thể kịp triển khai chiếm lĩnh các vị trí phòng ngự dọc theo hành lang tiến quân, nên Manstein đề xuất ý tưởng "phòng ngự chủ động" bằng cách mở một mũi hộ công bằng lực lượng cơ động về phía Nam Sedan. Bằng cách đó, ông cho rằng có thể tấn công trước khi Pháp kịp tập kết lực lượng dự bị để phản công. Ngoài ra, von Manstein còn đề xuất giao một Tập đoàn quân tiến theo hướng Tây Nam chiếm Reims - Rethel nhằm ngăn cản đối phương lập tuyến phòng ngự liên tục từ Nam Sedan đến cửa sông Somme, tạo tiền đề cho giai đoạn 2 diễn tiến thuận lợi.

## Kế hoạch Manstein sửa đổi

Kế hoạch Manstein sửa đổi.

### Bối cảnh dẫn tới sửa đổi
Trong thông tư gửi Bộ Tổng Tư lệnh, von Manstein cẩn thận không nhắc đến Guderian và giảm bớt tầm quan trọng của thiết giáp nhằm tránh đối đầu với quan điểm tác chiến bộ binh truyền thống. Tổng cộng von Manstein viết bảy bản thông tư, nhưng tất cả đều nằm lại ở bàn giấy của OKH: trong khi Halder cho rằng von Manstein chỉ nhằm ý đồ tăng thêm tầm quan trọng của Cụm Tập đoàn quân A, thì von Brauchitsch ca ngợi tính sáng tạo của đề xuất nhưng lại bổ sung là không có thêm lực lượng để triển khai nó.
Ngày 27 tháng 1 năm 1940, von Mantein trở thành nạn nhân của những đề xuất của mình khi được thuyên chuyển sang Phổ nắm Quân đoàn 38 với cớ "đề bạt". Phẫn nộ với nước cờ của Halder, hai sĩ quan trong Ban Tham mưu của Cụm Tập đoàn quân A là Trung tá Blumentritt và Thiếu tá von Treskow đã tiếp cận với tướng Schmundt - tham tá quân vụ của Hitler - trong lúc Schmundt tham dự buổi diễn tập của Cụm Tập đoàn quân A. Được thuyết phục bởi ý tưởng, tướng Schmundt đã khéo léo sắp xếp một cuộc gặp "cửa sau" tại Tòa nhà Quốc hội giữa Hitler và các chỉ huy thiết giáp mới được bổ nhiệm vào ngày 17 tháng 2, nhân tiện mời luôn cả von Manstein.
Sau cuộc gặp chung, von Manstein được đưa vào gặp riêng Hitler cùng với Schmundt và tướng Jodl, một thành viên trong Bộ Tổng Tham mưu Lục quân. Ấn tượng trước những lập luận vững chắc của von Manstein, Hitler đã đồng ý với tất cả các điểm đề xuất, kể cả "lực lượng thiết giáp mạnh". Trong cùng ngày, von Brauchitsch và Halder nhận được lệnh triệu tập. Với sự truyền đạt của Jodl, Halder đã chuẩn bị sẵn một kế hoạch đã thay đổi theo hướng đề xuất của Manstein để chủ động trình bày với Hitler trong cuộc họp ngày 18 tháng 2.

### Các điểm sửa đổi chính
Mặc dù Halder có vài so đo cá nhân với von Manstein, nhưng lý do chính để ông chống lại đề xuất của von Manstein xuất phát từ bản tính cẩn trọng, hơn nữa nhiệm vụ của ông là phải kìm hãm tâm lý năm ăn năm thua về mặt chính trị của Hitler. Bản tính này cũng phản ánh trong những sửa đổi của Halder trên phương án của Manstein.
Điểm thứ nhất là yêu cầu "toàn bộ lực lượng thiết giáp" của von Manstein chỉ được thỏa mãn bằng "phần lớn", cụ thể là 7/10 sư đoàn. Mũi chủ công qua chính diện Sedan được phân cho Cụm Thiết giáp Kleist gồm 5 sư đoàn, 2 sư đoàn còn lại nằm trong Quân đoàn Thiết giáp 15 đột phá ở chính diện Dinant, hành tiến song song để che sườn phải cho Cụm Kleist.
Điểm thứ hai là việc lập đầu cầu cho lực lượng thiết giáp. Halder cho rằng yêu cầu của Guderian sử dụng thành phần bộ binh cơ giới hóa trong các sư đoàn thiết giáp để lập đầu cầu bên sông Meuse là "vô nghĩa". Ông cho rằng các bước triển khai phải theo phương pháp truyền thống: tập hợp đủ bộ binh và pháo hỗ trợ ở ngày thứ 9 để lập đầu cầu, đột phá phòng tuyến, sau đó mới đưa lực lượng thiết giáp vào phát huy chiến quả. Chỉ sau cuộc tập trận ở Koblenz vào tháng 2 năm 1940, Halder mới công nhận yêu cầu của Guderian là khả thi.
Điểm thứ ba là tác chiến độc lập của lực lượng thiết giáp. Halder cho rằng việc cho phép thiết giáp độc lập đột phá về phía Tây là mạo hiểm, cho nên yêu cầu phải chờ bộ binh tập hợp ở đầu cầu cùng tiến quân. Như thế, bộ binh sẽ tiến hành các bước cần thiết để thiết lập phòng ngự sườn trái cho mũi thiết giáp thọc sâu. Cũng vì lý do đã triển khai bộ binh hộ sườn cho thiết giáp, mà ý tưởng triển khai một mũi tấn công để chủ động phòng ngự về phía Nam Sedan của von Manstein bị cắt bỏ.

## Kế hoạch Manstein trong thực tiễn

### Sự phân hóa của các tướng lĩnh trước chiến dịch
Kể cả ngay khi đã được Hitler chuẩn thuận, phương án tác chiến mới vẫn bị các tướng lĩnh cao cấp coi là "phiêu lưu". Trong số đó, tướng von Bock, Tư lệnh Cụm Tập đoàn quân B, tìm cách thuyết phục Hitler từ bỏ nó, còn tướng von Rundstedt, người đã bảo trợ cho ý tưởng của von Manstein, cũng đột nhiên chuyển sang nghi ngờ. Thậm chí, Ban tham mưu của Cụm Tập đoàn quân A cũng chỉ ủng hộ giải pháp "Blitzkrieg chậm", trong đó các sư đoàn thiết giáp phải chờ phát huy chiến quả của bộ binh.
Trước sự phản đối đó, Guderian, Tư lệnh Quân đoàn Thiết giáp 19 - Quân đoàn nhận nhiệm vụ chủ công, chỉ có 2 đồng minh là Hitler và von Manstein trong ý tưởng tác chiến độc lập của thiết giáp như nguyên bản. Thế nhưng Hitler vốn dễ thay đổi lập trường, còn von Manstein đã bị vô hiệu hóa. Nhưng may mắn cho Guderian là Halder đã trải qua một quá trình chiêm nghiệm, thay đổi quan điểm theo hướng của von Manstein. Vì thế, Halder đã đứng ra gánh mọi chỉ trích, bảo vệ cho phương án mới trong thời gian trước chiến dịch, kể cả ủng hộ hành động độc lập của thiết giáp đến mức bị gán ghép là "người đào mồ cho thiết giáp".
Trong thực tiễn, sự phân hóa này đã tạo ra một số sai lầm, mà nghiêm trọng nhất là cuộc hành quân qua rừng Ardennes. Theo kế hoạch hành quân đã được Halder chuẩn y, thì Cụm Thiết giáp Kleist sẽ được ưu tiên sử dụng mọi tuyến đường hành quân. Tuy nhiên, do von Rundstedt không tin là bộ binh cơ giới hóa có thể lập được đầu cầu, nên đã lựa chọn phương án nước đôi, đưa bộ binh cùng hành tiến song song. Việc đẩy mật độ hành quân lên cao đã dẫn tới tắc nghẽn kéo dài trên tất cả các tuyến đường qua rừng, làm mục tiêu dễ dàng cho Không quân Đồng Minh. Tuy nhiên, do các lý do chủ quan về phía Đồng Minh, nên sai lầm này đã không bị khai thác.

### Hành động của Guderian và Rommel trong chiến dịch
Trong thực tế chiến dịch, Guderian đã hành động đúng như ý tưởng ban đầu của von Manstein bất chấp thượng lệnh. Tướng Kleist, chỉ huy Cụm Thiết giáp, lẫn tướng von Rundstedt đều yêu cầu Guderian phải chờ bộ binh tập hợp ở đầu cầu sông Meuse, nhưng ngay chiều 14 tháng 5, Guderian đã tung ngay Sư đoàn Thiết giáp số 1 và số 2 theo hướng Tây về phía Rethel. Trong khi đó, mặc dù mũi tấn công về phía Nam Sedan để chủ động phòng ngự đã bị cắt bỏ, nhưng Guderian vẫn triển khai bằng Sư đoàn Thiết giáp số 10 và Trung đoàn Bộ binh Đại Đức. Cả hai quyết định của Guderian đều đem lại hiệu quả như mong đợi: mũi tấn công về phía Tây đã khoan vào khe giữa Tập đoàn quân số 2 và Tập đoàn quân số 9 của Pháp, đánh tan lực lượng dự bị của Pháp là Tập đoàn quân số 6 đang tập hợp ở lân cận Rethel; trong khi đó mũi tấn công phía Nam Sedan đã ngăn chặn cuộc phản công xóa đầu cầu mà phía Pháp dự tính triển khai.
Một nhân tố khác là tướng Erwin Rommel, Sư đoàn trưởng Sư đoàn Thiết giáp số 7, cũng hành động như thế, chỉ có khác là Rommel có sự bảo vệ của chỉ huy là tướng von Kluge - Tư lệnh Tập đoàn quân 4. Ngay sau khi vượt sông, Rommel đã tích cực tiến quân về phía Tây. Tận dụng thời cơ quân Pháp rút lui do bị 2 sư đoàn của Guderian khoan vào sườn, Sư đoàn của Rommel đã cấp tốc truy kích đánh sụm Tập đoàn quân 9 của Pháp, nhanh chóng độc lập tiến về phía Tây mà không cần chờ bộ binh.

### May mắn của kế hoạch sửa đổi ở sườn trái
Các mũi tấn công phòng ngự chủ động ở sườn trái theo ý tưởng ban đầu của von Manstein bị cắt bỏ, trong đó có mũi theo hướng Tây Nam về Reims. Đây cũng là vị trí tập kết của Tập đoàn quân 7, vốn là lực lượng cơ động dự bị Tổng Hành dinh Pháp. Theo kế hoạch Dyle mở rộng của Maurice Gamelin, Tập đoàn quân 7 được điều sang cánh trái mặt trận để tiến sang Breda Hà Lan bất chấp phản đối của tướng Alphonse Joseph Georges - Tư lệnh Mặt trận Tây Bắc của Pháp. Nhờ sự điều động này mà sườn trái của mũi chủ công thiết giáp Đức đã không hề bị đe dọa.

## Tranh luận về vai trò tác giả
Sự thành công của chiến dịch đã đem lại cho bản kế hoạch tác chiến nhiều danh tiếng, dẫn tới một số tranh luận về vai trò tác giả của các cá nhân khác nhau.
Căn cứ vào chỉ thị đưa Quân đoàn Thiết giáp 19 đến Dinant ngày 11 tháng 11 năm 1939, Hitler tin rằng ý đồ chiến lược là của mình còn Manstein chỉ là người thể hiện nó thành kế hoạch. Sau trận chiến, khi nói về vai trò của Manstein, Hitler đã nói nguyên văn là Trong số các tướng lĩnh mà tôi nói chuyện, thì Manstein là người hiểu ý tôi nhất. Tuy nhiên, trong hồi ký của mình, mặc dù Manstein cho rằng có thể Hitler nghĩ đến chính diện phía Nam như là điểm xuất phát cho một mũi chủ công khác, nhưng không hề nghĩ tới mục tiêu của mũi này là để tiến ra cửa sông Somme, và do đó chỉ có giá trị về mặt chiến thuật. Sử gia Karl Heinz Frieser cũng cho rằng việc mở thêm một mũi cơ động ở phía Nam mặt trận của Hitler chỉ nhằm mục tiêu hỗ trợ cho 2 mũi tấn công chính ở Bỉ, và do đó chỉ là "nửa vời".
Ngoài Hitler, Halder về sau cũng tự nhận là mình là tác giả chính căn cứ vào việc đã chuẩn bị sẵn phương án tác chiến số 4 để trình bày trong cuộc họp ngày 18 tháng 2 năm 1940, đồng thời nhận rằng ông đã đề xuất mở mũi chủ công qua rừng Ardennes từ cuối tháng 9. Tuy nhiên, nhà sử học Karl Heinz Frieser cho rằng cách nhận công của Halder không có bằng chứng cụ thể, trong khi vai trò của Manstein được xác nhận trong các thư kiến nghị gửi cho OKH còn lưu lại sau chiến tranh. Vai trò này của von Manstein cũng được các nhà sử học khác như Julian Jackson hay William Shirer công nhận.